# William Hodge
William Hodge (anglès: William Vallance Douglas Hodge)  (Edimburg, 17 de juny de 1903 - Cambridge, 7 de juliol de 1975) va ser un matemàtic escocès.
Nascut en una família de comerciants, en acabar els estudis secundaris al George Watson's College d'Edimburg, va estudiar matemàtiques a la universitat d'Edimburg (1920-1923) i a la universitat de Cambridge (1923-1926). A partir de 1926 va ser professor a la universitat de Bristol fins que el 1931 va tornar com professor a la universitat de Cambridge un va fer tota la seva carrera acadèmica fins que es va retirar el 1970.
Hodge va publicar dos llibres i una cinquantena d'articles científics. Diversos conceptes i teories matemàtiques porten el seu nom, però les seves aportacions més originals son la conjectura de Hodge (per la qual hi ha un premi de un milió de dòlars per qui la demostri o refuti), l'operador estrella i els seus treballs sobre les varietats abelianes complexes.